# Michael Tye (filósofo)

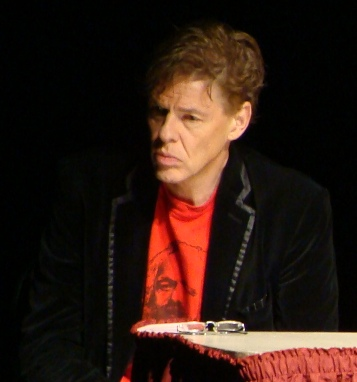
Michael Tye.

Michael Tye é um filósofo da Universidade do Texas em Austin, que fez importantes contribuições para a filosofia da mente. Ele foi educado na Universidade de Oxford, na Inglaterra, estudando primeiramente física e, em seguida, física e filosofia. Antes de se mudar para o Texas, Tye ensinou durante muitos anos na Universidade Temple na Filadélfia. Além de filosofia da mente, Tye tem interesse em ciência cognitiva, metafísica, e lógica filosófica, em especial aos problemas relacionados com a indefinição. 
O terceiro livro de Tye, "Dez problemas de consciência" (Ten problems of consciousness, 1995), foi uma seleção alternativa da biblioteca do Science Book Club. Junto com Fred Dretske, Tye defende a visão representativa da consciência.

## Obras
- The metaphysics of mind (1989).
- The imagery debate (1991).
- Ten problems of consciousness (1995).
- Consciousness, color, and content (2000).
- Consciousness and persons (2003).
- Consciousness revisited: materialism without phenomenal concepts (2009).

Tye é também o autor de numerosos artigos, alguns dos quais podem ser encontrados em sua página no site da Universidade de Texas.